# Markovic

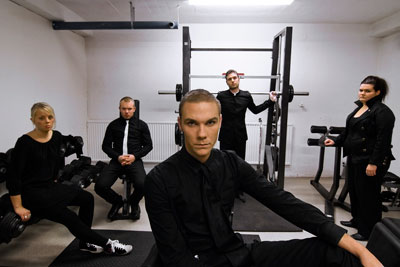
Markovic

Markovic är ett band från Göteborg som spelar melankolisk pop/rock.

## Medlemmar
Bandet består av fem medlemmar:
- Sanna Sikborn Erixon
- Karl Johan Berg
- André Lidholm
- John Rönneklev
- Rebecka Markovic.

## Diskografi
- ADOREUS (album), Release 2007-10-03, Wonderland Records, wonderm09
- MakeBeliever (single), Released 2007-08-15, Wonderland Records, wonderm12
- Crayons (single), Released 2007-02-21, Wonderland Records, wonderm11